# 跨城區 (溫哥華)
跨城區是加拿大卑詩省溫哥華的一個非市政社區，連接溫哥華華埠、煤氣鎮及耶魯鎮。
著名地標包括歷史悠久的太陽塔及一排由傳統高層精品閣樓改建而成的建築。
其內設有跨城區小學（Crosstown Elementary School），由溫哥華教育局運營。